# Beuracan Pirak
Beuracan Pirak is een bestuurslaag in het regentschap Aceh Utara van de provincie Atjeh, Indonesië. Beuracan Pirak telt 234 inwoners (volkstelling 2010).